# Новознаменка (Кулундинский район)
Новознаменка — село в Кулундинском районе Алтайского края. Входит в состав Октябрьского сельсовета.

## История
Основано в 1909 году. В 1928 г. посёлок Ново-Знаменка состоял из 100 хозяйств, в составе Орловского сельсовета Славгородского района Славгородского округа Сибирского края. Отделение колхоза имени Молотова. С 1957 г. отделение совхоза «Кулундинский».

## Население
В 1928 году в посёлке проживало 472 человека (245 мужчин и 227 женщин), основное население — украинцы. По переписи 1959 г. в селе проживало 193 человека (82 мужчины и 111 женщин).
| 1997 | 1998 | 1999 | 2000 | 2001 | 2002 | 2003 |
| ---- | ---- | ---- | ---- | ---- | ---- | ---- |
| 72   | →72  | ↗91  | ↗98  | ↘94  | ↘88  | ↘86  |
| 2004 | 2005 | 2006 | 2007 | 2008 | 2009 | 2010 |
| ↘81  | ↘76  | ↘67  | ↗69  | ↘66  | ↗73  | ↘62  |
| 2011 | 2012 | 2013 |      |      |      |      |
| →62  | ↘52  | ↘32  |      |      |      |      |